# Eidgenössische Kommission für Denkmalpflege
Die Eidgenössische Kommission für Denkmalpflege (EKD) (französisch Commission fédérale des monuments historiques, italienisch Commissione federale dei monumenti storici) ist in der Schweiz die beratende, ausserparlamentarische Fachkommission des Bundes für Denkmalpflege und Archäologie. Ihre 15 Mitglieder werden direkt durch den Bundesrat gewählt. Das Sekretariat führt das Bundesamt für Kultur (BAK).
Seit 2019 präsidiert Stefan Wuelfert die Kommission, Bettina Hedinger und Sabine Nemec-Piguet sind als Vizepräsidentinnen tätig. Kommissionssekretärin ist Irène Bruneau.

## Aufgabe
Die Kommission 
- berät die Departemente in grundsätzlichen Fragen der Denkmalpflege und Archäologie
- wirkt mit bei der Umsetzung des Bundesgesetzes über den Natur- und Heimatschutz und bei der Vorbereitung und Nachführung der Inventare von Objekten von nationaler Bedeutung
- verfasst zuhanden der Bundes- und Kantonsbehörden Gutachten zu Fragen der Denkmalpflege und der Archäologie
- nimmt auf Ersuchen des Bundesamtes für Kultur Stellung zu Gesuchen um Finanzhilfe im Bereich der Denkmalpflege
- fördert die Grundlagenarbeit und befasst sich mit den Entwicklungen in der Denkmalpflege und Archäologie
- pflegt die Zusammenarbeit und den wissenschaftlichen Austausch mit allen interessierten Kreisen.[2]

Der Denkmalschutz und die ausführende Denkmalpflege sind primär kantonale Aufgaben; Bundesbehörden haben dazu nur subsidiäre Kompetenzen.

## Präsidenten
(Quelle:)
- 1915–1934: Albert Naef
- 1935–1941: Josef Zemp
- 1942–1963: Linus Birchler
- 1964–1990: Alfred A. Schmid
- 1991–1996: André Meyer
- 1997–2008: Bernhard Furrer
- 2009–2018: Nott Caviezel
- seit 2019: Stefan Wuelfert[5]

## Mitglieder
Folgende Persönlichkeiten gehören der Kommission an:
- 2001–2012: Leza Dosch
- Ivano Gianola
- Stefan Hochuli
- Georg Mörsch
- Alessandra Antonini
- Dorothee Huber
- Michel Hauser
- Sibylle Heusser († 2025[7])
- Christian Heydrich
- François Guex
- Beatrice Sendner
- Nina Mekacher
- Michèle Antipas
- Christine Bläuer Böhm
- Jacques Bujard
- Eduard Müller
- Christian Renfer
- Doris Warger
- Karin Zaugg Zogg
- Bernard Zumthor
- Martin Risch[8]